# Ausgewogene Menge
Eine ausgewogene Menge bezeichnet in der Funktionalanalysis eine Teilmenge eines Vektorraumes, die sich dadurch auszeichnet, dass zu jedem Element der Menge auch das negative dieses Elementes in der Menge enthalten ist und die gesamte Verbindungsstrecke zwischen diesen beiden Elementen. Bei vielen Autoren finden sich auch die Bezeichnungen kreisförmig (engl. circled), scheibenförmig oder balanciert (engl. balanced).
Verwendung finden ausgewogene Mengen zum Beispiel bei der Definition von lokalkonvexen Räumen, wo Ausgewogenheit eine Eigenschaft der definierenden Nullumgebungsbasis ist.

## Definition
Gegeben sei ein reeller oder komplexer Vektorraum {\displaystyle V}. Eine Menge {\displaystyle T\subset V} heißt eine ausgewogene Menge, wenn für alle Skalare {\displaystyle r} mit {\displaystyle |r|\leq 1} und alle {\displaystyle x\in T} immer auch {\displaystyle rx\in T} ist.
Für alle {\displaystyle x\in T} liegt die Strecke von {\displaystyle -x} nach {\displaystyle x} also in {\displaystyle T}.

## Eigenschaften
Ist {\displaystyle T} ausgewogen und nicht leer, so muss {\displaystyle T} den Nullvektor enthalten, denn ist {\displaystyle x} in {\displaystyle T}, so ist {\displaystyle 0=0\cdot x\in T}.
In einem topologischen Vektorraum enthält jede Umgebung der Null auch eine ausgewogene Nullumgebung. Ist nämlich {\displaystyle U} eine Nullumgebung, so gibt es wegen der Stetigkeit der Skalarmultiplikation ein {\displaystyle \varepsilon >0} und eine Nullumgebung {\displaystyle V}, so dass {\displaystyle rx\in U} für alle {\displaystyle |r|<\varepsilon } und alle {\displaystyle x} in {\displaystyle V}. Dann ist {\displaystyle \textstyle \bigcup _{|r|<\varepsilon }rV} eine in {\displaystyle U} enthaltene ausgewogene Nullumgebung. 
In einem topologischen Vektorraum gibt es also stets eine Nullumgebungsbasis aus ausgewogenen Mengen.
Hat man umgekehrt auf einem algebraischen Vektorraum ein System {\displaystyle {\mathcal {U}}} von absorbierenden und ausgewogenen Mengen mit den Eigenschaften
- Für alle {\displaystyle U\in {\mathcal {U}},r>0} gilt {\displaystyle rU\in {\mathcal {U}}},
- {\displaystyle {\mathcal {U}}} enthält mit je zwei Mengen auch deren Durchschnitt,
- Für jedes {\displaystyle U\in {\mathcal {U}}} gibt es ein {\displaystyle V\in {\mathcal {U}}} mit {\displaystyle V+V\subset U},
- {\displaystyle \bigcap {\mathcal {U}}=\{0\}},

so wird der Vektorraum mit {\displaystyle {\mathcal {U}}} als Nullumgebungsbasis zu einem topologischen Vektorraum. Die Ausgewogenheit wird benötigt, um die Stetigkeit der skalaren Multiplikation zu zeigen.
Ausgewogene konvexe Mengen nennt man auch absolutkonvex. Sie spielen in der Theorie der lokalkonvexen Räume eine wichtige Rolle.